# Липаев, Владимир Георгиевич
Влади́мир Гео́ргиевич Липа́ев (род. 6 февраля 1959) — советский и российский дипломат. Чрезвычайный и полномочный посол (2023).

## Биография
Окончил Московский государственный институт международных отношений (МГИМО) МИД СССР (1981). На дипломатической работе с 1981 года. Владеет немецким, английским и французским языками. 
В 1997—2001 годах — советник Посольства России в Норвегии.
В 2004—2007 годах — заместитель директора Департамента кадров МИД России.
В 2007—2011 годах — генеральный консул России во Франкфурте-на-Майне (Германия).
В 2011—2021 годах — заместитель директора Департамента кадров МИД России.
С 14 декабря 2021 по 31 марта 2023 года — чрезвычайный и полномочный посол Российской Федерации в Эстонии.
23 января 2023 года было объявлено о высылке Липаева из Эстонии до 7 февраля в ответ на высылку Россией эстонского посла в Москве Маргуса Лайдре.
С апреля 2023 по апрель 2024 года — заместитель директора Департамента кадров МИД России.
С 16 апреля 2024 года — чрезвычайный и полномочный посол Российской Федерации в Румынии.

## Дипломатический ранг
- Чрезвычайный и полномочный посланник 2 класса (7 июля 2007)[5].
- Чрезвычайный и полномочный посланник 1 класса (14 сентября 2018)[6].
- Чрезвычайный и полномочный посол (20 февраля 2023)[7].

## Награды
- Орден Дружбы (20 июля 2023) — за большой вклад в реализацию внешнеполитического курса Российской Федерации и многолетнюю добросовестную дипломатическую службу[8].